# Amauris terrena
Amauris terrena är en fjärilsart som beskrevs av Talbot 1940. Amauris terrena ingår i släktet Amauris och familjen praktfjärilar. Inga underarter finns listade i Catalogue of Life.